# Cráter Acraman

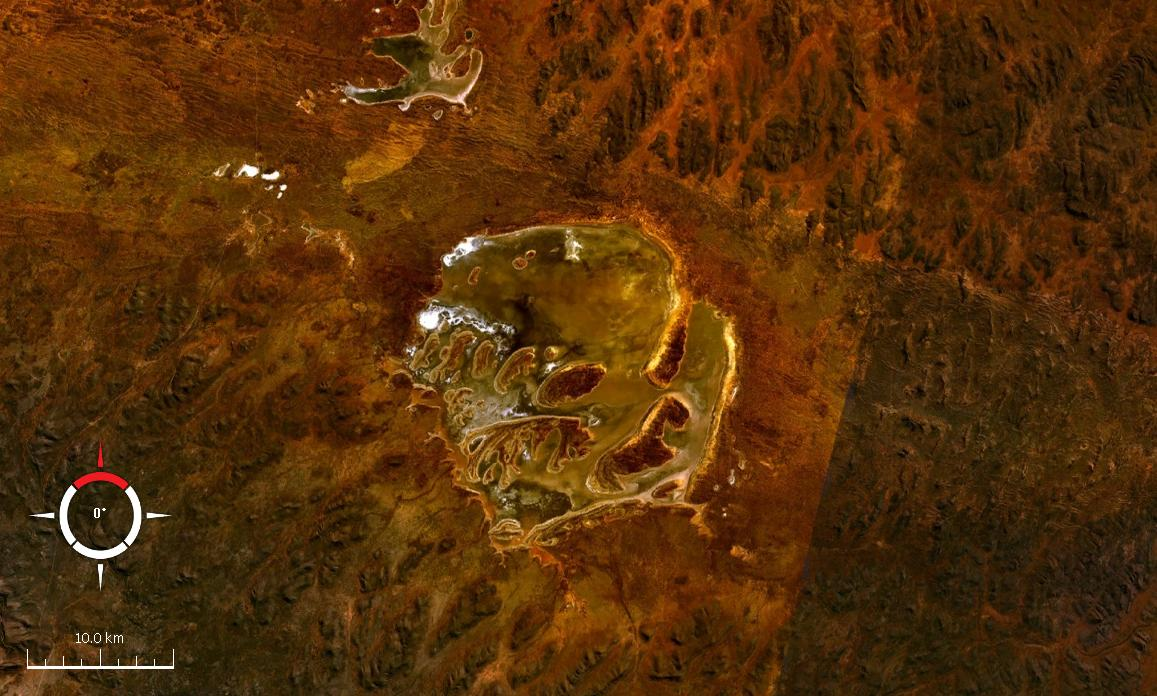
Imagen de satélite del lago Acraman; Captura de pantalla de NASA World Wind.

El cráter Acraman es un cráter de impacto muy erosionado localizado en la cordillera Gawler, Australia Meridional. En superficie se corresponde con el lago Acraman, de unos 30 km de diámetro.

## Características
Los descubrimientos del cráter por un lado, y del ejecta por otro se publican en el año 1986 en la revista Science. Las evidencias del impacto en la zona son la presencia de conos astillados y cuarzos chocados.
El diámetro del cráter se estima a partir de medidas indirectas, ya que este se encuentra muy erosionado. Algunos autores estiman un diámetro de 85-90 km, mientras que otros sugieren un diámetro de unos 35-40 km. La estimación mayor implicaría una liberación de energía de 5.2 × 106 megatones de TNT (la bomba atómica de Hiroshima liberó una energía de 0,013 megatones de TNT).
Se calcula que la edad del cráter es de 580 Ma, en el período Ediacárico, a partir de las relaciones estratigráficas del ejecta.

## Ejecta
Se han encontrado depósitos de ejecta a 300 km de distancia hacia el este (Formación Bunyeroo), en la cordillera Flinders, y también se han extraído mediante sondeos en la cuenca Officer, al norte, probablemente pertenecientes al cráter Acraman. Las dataciones de U-Pb realizadas en zircones  en rocas de la Formación Bunyeroo sustentan esta hipótesis. Durante el Período Ediacárico en esa zona había un mar somero, y el ejecta se depósito sobre sedimentos finos del fondo marino. Dentro de estos depósitos se encuentran minerales chocados y pequeños conos astillados, y la edad y composición de las rocas que los forman coinciden con las del cráter Acraman. Además, al igual que el cráter de Chicxulub y otros cráteres de impacto, se detecta una anomalía en la cantidad de iridio, lo que indica contaminación con material extraterrestre.

## Diversificación de los acritarcos
En los estratos que se apoyan sobre la capa de ejecta, se pueden observar evidencias de una radiación adaptativa en un grupo fósil, los acritarcos. Aparecen 57 especies nuevas, de formas más complejas que sus predecesoras. Si bien hay teorías que proponen que esta diversificación de los acritarcos fue ocasionada por la Glaciación global, hay autores que creen que esta radiación se produjo como consecuencia de una extinción masiva anterior propiciada por el impacto del meteorito que formó el cráter Acraman.